# Isabella Stangl
Isabella Stangl (* 18. Oktober 1985 in Neumarkt am Wallersee, Salzburg) war die Miss Austria 2005.

## Biografie
Am 2. April 2005 wurde die Salzburgerin  Isabella Stangl, wohnhaft in Neumarkt am Wallersee, im Casino Baden zur Miss Austria gekürt. Sie setzte sich als Miss Salzburg gegen 18 Mitbewerberinnen durch und trat die Nachfolge von Silvia Hackl an. 2005 wurde Isabella Stangl von Tatjana Batinic als Miss Austria abgelöst. 